# Андалузький діалект іспанської мови
Андалузькі різновиди іспанської мови (ісп. andaluz) поширені в автономних спільнотах Андалусія, Мелілья, Сеута та в Гібралтарі. Мабуть, вони включають найбільш особливі з південних різновидів півостровної іспанської мови, відрізняючись багато в чому від північних різновидів, а також від стандартної іспанської мови. У зв'язку з великим населенням Андалусії, андалузький діалект є другим розмовним діалектом в Іспанії після перехідних варіантів між кастильським і андалузьким.
Через масову еміграцію з Андалусії до іспанських колоній у Північній та Південній Америці та інших місцях, більшість американських іспанських діалектів поділяють деякі фундаментальні характеристики із західноандалузьким іспанським, такі як використання слів ustedes замість vosotros для другої особи множини, і seseo. Багато різновидів іспанської, такі як канарський діалект, карибський та інші діалекти латиноамериканської іспанської, включаючи їх стандартні діалекти, як вважається, засновані на андалузькому різновиді іспанської мови.